# Drugi rząd Johna Majora

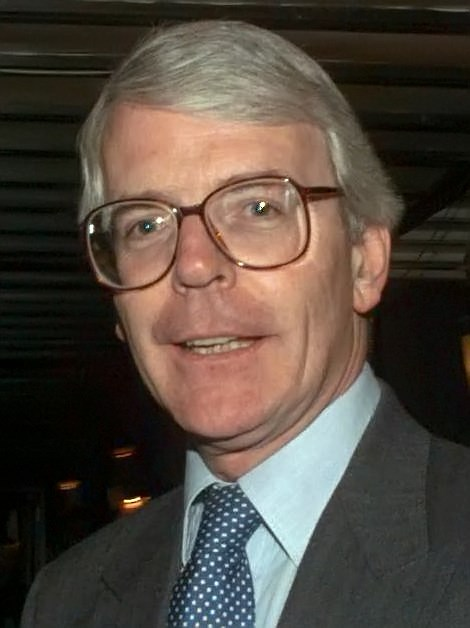
John Major, premier, pierwszy lord skarbu, minister służby cywilnej

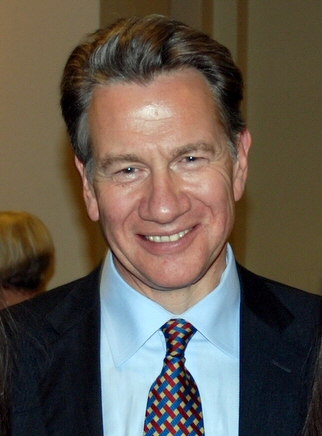
Michael Portillo, naczelny sekretarz skarbu, minister zatrudnienia, minister obrony

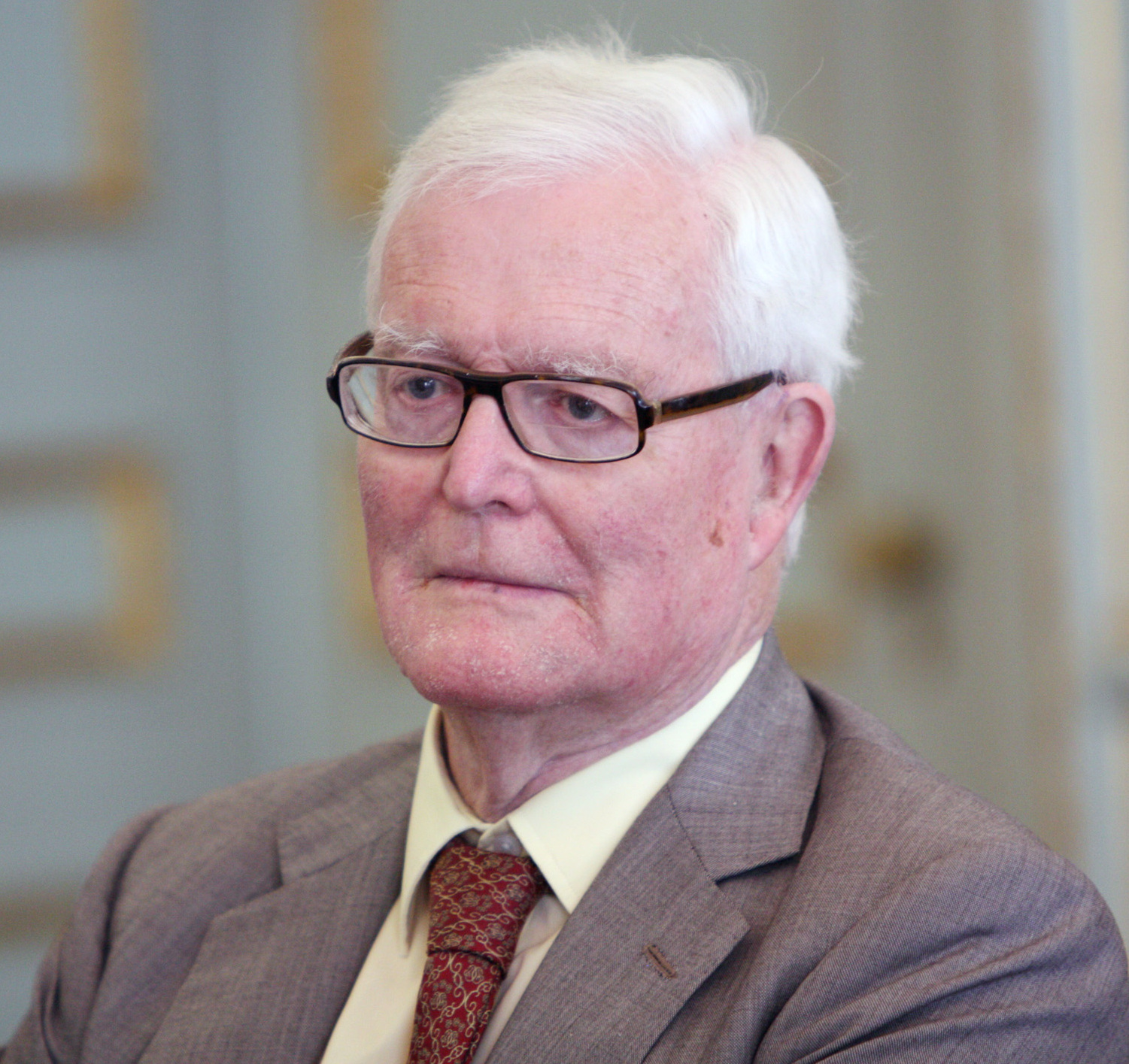
Douglas Hurd, minister spraw zagranicznych

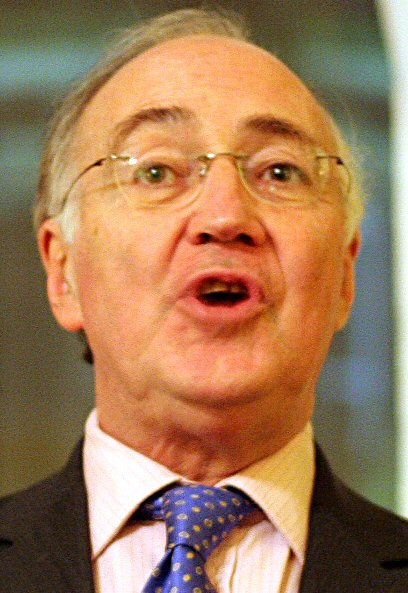
Michael Howard, minister środowiska, minister spraw wewnętrznych

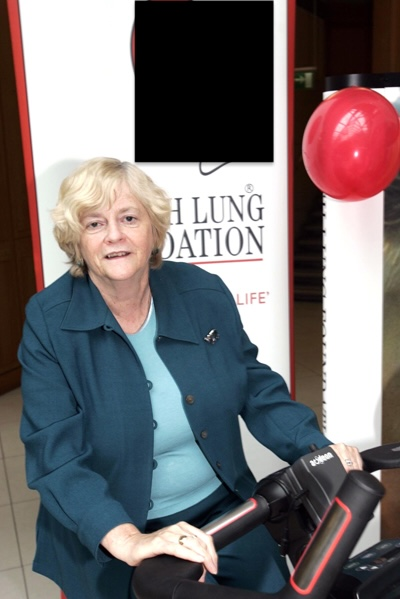
Ann Widdecombe, podsekretarz stanu w ministerstwie zabezpieczenia socjalnego, podsekretarz stanu w ministerstwie zatrudnienia, minister stanu w ministerstwie zatrudnienia, minister stanu w ministerstwie spraw wewnętrznych

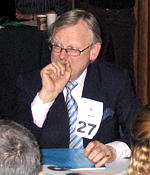
John Gummer, minister rolnictwa, rybołówstwa i żywności, minister środowiska

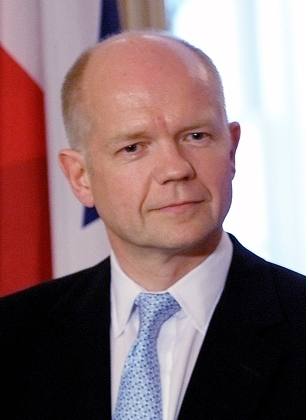
William Hague, podsekretarz stanu w ministerstwie zabezpieczenia socjalnego, minister stanu w ministerstwie zabezpieczenia socjalnego, minister ds. Walii

Drugi rząd Johna Majora – rząd Partii Konserwatywnej pod przewodnictwem Johna Majora powstał po wyborach powszechnych w kwietniu 1992 i przetrwał do następnych wyborów w maju 1997.
Członków ścisłego gabinetu wyróżniono tłustym drukiem.

## Skład rządu
| Urząd                                                                   | Imię i nazwisko                                                         | Kadencja                      |
| ----------------------------------------------------------------------- | ----------------------------------------------------------------------- | ----------------------------- |
| Premier Pierwszy lord skarbu Minister służby cywilnej                   | John Major                                                              | 1992–1997                     |
| Lord kanclerz                                                           | James Mackay, baron Mackay of Clashfern                                 | 1992–1997                     |
| Lord przewodniczący Rady                                                | Tony Newton                                                             | 1992–1997                     |
| Lord tajnej pieczęci                                                    | John Wakeham, baron Wakeham Robert Gascoyne-Cecil, wicehrabia Cranborne | 1992–1994 1994–1997           |
| Kanclerz skarbu                                                         | Norman Lamont Kenneth Clarke                                            | 1992–1993 1994–1997           |
| Naczelny sekretarz skarbu                                               | Michael Portillo Jonathan Aitken William Waldegrave                     | 1992–1994 1994–1995 1995–1997 |
| Minister stanu skarbu                                                   | John Cope Anthony Nelson David Heathcoat-Amory                          | 1992–1994 1994–1995 1994–1996 |
| Parlamentarny sekretarz skarbu                                          | Richard Ryder                                                           | 1992–1995                     |
| Parlamentarny sekretarz skarbu                                          | Alastair Goodlad                                                        | 1995–1997                     |
| Finansowy sekretarz skarbu                                              | Stephen Dorrell                                                         | 1992–1994                     |
| Finansowy sekretarz skarbu                                              | George Young                                                            | 1994–1995                     |
| Finansowy sekretarz skarbu                                              | Michael Jack                                                            | 1995–1997                     |
| Lord skarbu                                                             | Greg Knight                                                             | 1992–1993                     |
| Lord skarbu                                                             | Irvine Patnick                                                          | 1992–1994                     |
| Lord skarbu                                                             | Nicholas Baker                                                          | 1992–1994                     |
| Lord skarbu                                                             | Tim Wood                                                                | 1992–1995                     |
| Lord skarbu                                                             | Tim Boswell                                                             | 1992                          |
| Lord skarbu                                                             | Timothy Kirkhope                                                        | 1992–1995                     |
| Lord skarbu                                                             | Andrew MacKay                                                           | 1993–1995                     |
| Lord skarbu                                                             | Derek Conway                                                            | 1994–1996                     |
| Lord skarbu                                                             | Andrew Mitchell                                                         | 1994–1995                     |
| Lord skarbu                                                             | Bowen Wells                                                             | 1995–1997                     |
| Lord skarbu                                                             | Simon Burns                                                             | 1995–1996                     |
| Lord skarbu                                                             | David Willetts                                                          | 1995                          |
| Lord skarbu                                                             | Michael Bates                                                           | 1995–1996                     |
| Lord skarbu                                                             | Liam Fox                                                                | 1995–1996                     |
| Lord skarbu                                                             | Patrick McLoughlin                                                      | 1996–1997                     |
| Lord skarbu                                                             | Roger Knapman                                                           | 1996–1997                     |
| Lord skarbu                                                             | Richard Ottaway                                                         | 1996–1997                     |
| Lord skarbu                                                             | Gyles Brandreth                                                         | 1996–1997                     |
| Minister spraw zagranicznych                                            | Douglas Hurd                                                            | 1992–1995                     |
| Minister spraw zagranicznych                                            | Malcolm Rifkind                                                         | 1995–1997                     |
| Minister stanu w Foreign Office                                         | Lynda Chalker, baronowa Chalker of Wallasey                             | 1986–1997                     |
| Minister stanu w Foreign Office                                         | Tristan Garel-Jones                                                     | 1992–1993                     |
| Minister stanu w Foreign Office                                         | Douglas Hogg                                                            | 1992–1995                     |
| Minister stanu w Foreign Office                                         | Alastair Goodlad                                                        | 1992–1995                     |
| Minister stanu w Foreign Office                                         | David Heathcoat-Amory                                                   | 1993–1994                     |
| Minister stanu w Foreign Office                                         | David Davis                                                             | 1994–1997                     |
| Minister stanu w Foreign Office                                         | Jeremy Hanley                                                           | 1995–1997                     |
| Minister stanu w Foreign Office                                         | Nicholas Bonsor                                                         | 1995–1997                     |
| Podsekretarz stanu w Foreign Office                                     | Mark Lennox-Boyd                                                        | 1992–1994                     |
| Podsekretarz stanu w Foreign Office                                     | vacant                                                                  | 1994–1996                     |
| Podsekretarz stanu w Foreign Office                                     | Liam Fox                                                                | 1996–1997                     |
| Minister rozwoju zamorskiego                                            | Lynda Chalker, baronowa Chalker of Wallasey                             | 1992–1997                     |
| Minister spraw wewnętrznych                                             | Kenneth Clarke                                                          | 1992–1993                     |
| Minister spraw wewnętrznych                                             | Michael Howard                                                          | 1994–1997                     |
| Minister stanu w Home Office                                            | Robert Shirley, 13. hrabia Ferrers                                      | 1992–1994                     |
| Minister stanu w Home Office                                            | Michael Jack                                                            | 1992–1993                     |
| Minister stanu w Home Office                                            | Peter Lloyd                                                             | 1992–1994                     |
| Minister stanu w Home Office                                            | David Maclean                                                           | 1993–1997                     |
| Minister stanu w Home Office                                            | Michael Forsyth                                                         | 1994–1995                     |
| Minister stanu w Home Office                                            | Emily Blatch, baronowa Blatch                                           | 1994–1997                     |
| Minister stanu w Home Office                                            | Ann Widdecombe                                                          | 1995–1997                     |
| Podsekretarz stanu w Home Office                                        | Charles Wardle                                                          | 1992–1994                     |
| Podsekretarz stanu w Home Office                                        | Nicholas Baker                                                          | 1994–1995                     |
| Podsekretarz stanu w Home Office                                        | Timothy Kirkhope                                                        | 1995–1997                     |
| Podsekretarz stanu w Home Office                                        | Tom Sackville                                                           | 1995–1997                     |
| Minister rolnictwa, rybołówstwa i żywności                              | John Gummer                                                             | 1992–1993                     |
| Minister rolnictwa, rybołówstwa i żywności                              | Gillian Shephard                                                        | 1994–1994                     |
| Minister rolnictwa, rybołówstwa i żywności                              | William Waldegrave                                                      | 1994–1995                     |
| Minister rolnictwa, rybołówstwa i żywności                              | Douglas Hogg                                                            | 1995–1997                     |
| Minister stanu w ministerstwie rolnictwa, rybołówstwa i żywności        | David Curry                                                             | 1992–1993                     |
| Minister stanu w ministerstwie rolnictwa, rybołówstwa i żywności        | Michael Jack                                                            | 1993–1995                     |
| Minister stanu w ministerstwie rolnictwa, rybołówstwa i żywności        | Tony Baldry                                                             | 1995–1997                     |
| Posekretarz stanu w ministerstwie rolnictwa, rybołówstwa i żywności     | Nicholas Soames                                                         | 1992–1994                     |
| Posekretarz stanu w ministerstwie rolnictwa, rybołówstwa i żywności     | Frederick Curzon, 7. hrabia Howe                                        | 1992–1995                     |
| Posekretarz stanu w ministerstwie rolnictwa, rybołówstwa i żywności     | Angela Browning                                                         | 1994–1997                     |
| Posekretarz stanu w ministerstwie rolnictwa, rybołówstwa i żywności     | Tim Boswell                                                             | 1995–1997                     |
| Minister obrony                                                         | Malcolm Rifkind                                                         | 1992–1995                     |
| Minister obrony                                                         | Michael Portillo                                                        | 1995–1997                     |
| Minister stanu ds. sił zbrojnych                                        | Archie Hamilton                                                         | 1992–1993                     |
| Minister stanu ds. sił zbrojnych                                        | Jeremy Hanley                                                           | 1994–1994                     |
| Minister stanu ds. sił zbrojnych                                        | Nicholas Soames                                                         | 1994–1997                     |
| Minister stanu ds. zaopatrzenia armii                                   | Jonathan Aitken                                                         | 1992–1994                     |
| Minister stanu ds. zaopatrzenia armii                                   | Roger Freeman                                                           | 1994–1995                     |
| Minister stanu ds. zaopatrzenia armii                                   | James Arbuthnot                                                         | 1995–1997                     |
| Podsekretarz stanu w ministerstwie obrony                               | Robert Gascoyne-Cecil, wicehrabia Cranborne                             | 1992–1994                     |
| Podsekretarz stanu w ministerstwie obrony                               | Oliver Eden, 8. baron Henley                                            | 1994–1995                     |
| Podsekretarz stanu w ministerstwie obrony                               | Frederick Curzon, 7. hrabia Howe                                        | 1995–1997                     |
| Minister edukacji                                                       | John Patten                                                             | 1992–1994                     |
| Minister edukacji                                                       | Gillian Shephard                                                        | 1994–1995                     |
| Minister edukacji i zatrudnienia                                        | Gillian Shephard                                                        | 1995–1997                     |
| Minister stanu w ministerstwie edukacji                                 | Emily Blatch, baronowa Blatch                                           | 1992–1994                     |
| Minister stanu w ministerstwie edukacji                                 | Eric Forth                                                              | 1994–1995                     |
| Minister stanu w ministerstwie edukacji i zatrudnienia                  | Eric Forth                                                              | 1995–1997                     |
| Minister stanu w ministerstwie edukacji i zatrudnienia                  | Oliver Eden, 8. baron Henley                                            | 1995–1997                     |
| Podsekretarz stanu w ministerstwie edukacji                             | Eric Forth                                                              | 1992–1994                     |
| Podsekretarz stanu w ministerstwie edukacji                             | Nigel Forman                                                            | 1992                          |
| Podsekretarz stanu w ministerstwie edukacji                             | Tim Boswell                                                             | 1992–1995                     |
| Podsekretarz stanu w ministerstwie edukacji                             | Robin Squire                                                            | 1993–1995                     |
| Podsekretarz stanu w ministerstwie edukacji i zatrudnienia              | Robin Squire                                                            | 1995–1997                     |
| Podsekretarz stanu w ministerstwie edukacji i zatrudnienia              | James Paice                                                             | 1995–1997                     |
| Podsekretarz stanu w ministerstwie edukacji i zatrudnienia              | Cheryl Gillan                                                           | 1995–1997                     |
| Minister zatrudnienia                                                   | Gillian Shephard                                                        | 1992–1993                     |
| Minister zatrudnienia                                                   | David Hunt                                                              | 1994–1994                     |
| Minister zatrudnienia                                                   | Michael Portillo                                                        | 1994–1995                     |
| Minister stanu w ministerstwie zatrudnienia                             | Michael Forsyth                                                         | 1992–1994                     |
| Minister stanu w ministerstwie zatrudnienia                             | Ann Widdecombe                                                          | 1995                          |
| Podsekretarze stanu w ministerstwie ds. zatrudnienia                    | Nicholas Lowther, 2. wicehrabia Ullswater                               | 1992–1993                     |
| Podsekretarze stanu w ministerstwie ds. zatrudnienia                    | Patrick McLoughlin                                                      | 1992–1993                     |
| Podsekretarze stanu w ministerstwie ds. zatrudnienia                    | Ann Widdecombe                                                          | 1993–1994                     |
| Podsekretarze stanu w ministerstwie ds. zatrudnienia                    | Oliver Eden, 8. baron Henley                                            | 1993–1994                     |
| Podsekretarze stanu w ministerstwie ds. zatrudnienia                    | James Paice                                                             | 1994–1995                     |
| Podsekretarze stanu w ministerstwie ds. zatrudnienia                    | Phillip Oppenheim                                                       | 1994–1995                     |
| Minister środowiska                                                     | Michael Howard                                                          | 1992–1993                     |
| Minister środowiska                                                     | John Gummer                                                             | 1994–1997                     |
| Minister stanu ds. samorządu lokalnego                                  | John Redwood                                                            | 1992–1993                     |
| Minister stanu ds. samorządu lokalnego                                  | David Curry                                                             | 1994–1997                     |
| Minister stanu ds. budownictwa                                          | George Young                                                            | 1992–1994                     |
| Minister stanu ds. budownictwa                                          | Nicholas Lowther, 2. wicehrabia Ullswater                               | 1994–1995                     |
| Minister stanu ds. budownictwa                                          | Robert Jones                                                            | 1995–1997                     |
| Minister stanu ds. środowiska i terenów wiejskich                       | David Maclean                                                           | 1992–1993                     |
| Minister stanu ds. środowiska i terenów wiejskich                       | Tim Yeo                                                                 | 1994–1994                     |
| Minister stanu ds. środowiska i terenów wiejskich                       | Robert Atkins                                                           | 1994–1995                     |
| Minister stanu ds. środowiska i terenów wiejskich                       | Robert Shirley, 13. hrabia Ferrers                                      | 1995–1997                     |
| Podsekretarz stanu w ministerstwie środowiska                           | Tony Baldry                                                             | 1992–1994                     |
| Podsekretarz stanu w ministerstwie środowiska                           | Thomas Galbraith, 2. baron Strathclyde                                  | 1992–1993                     |
| Podsekretarz stanu w ministerstwie środowiska                           | Robin Squire                                                            | 1992–1993                     |
| Podsekretarz stanu w ministerstwie środowiska                           | Jean Denton, baronowa Denton                                            | 1993–1994                     |
| Podsekretarz stanu w ministerstwie środowiska                           | Arthur Gore, 9. hrabia Arran                                            | 1994–1994                     |
| Podsekretarz stanu w ministerstwie środowiska                           | Paul Beresford                                                          | 1994–1997                     |
| Podsekretarz stanu w ministerstwie środowiska                           | Robert Jones                                                            | 1994–1995                     |
| Podsekretarz stanu w ministerstwie środowiska                           | James Clappison                                                         | 1995–1997                     |
| Minister zdrowia                                                        | Virginia Bottomley                                                      | 1992–1995                     |
| Minister zdrowia                                                        | Stephen Dorrell                                                         | 1995–1997                     |
| Minister stanu w ministerstwie zdrowia                                  | Brian Mawhinney                                                         | 1992–1994                     |
| Minister stanu w ministerstwie zdrowia                                  | Gerry Malone                                                            | 1994–1997                     |
| Podsekretarze stanu w ministerstwie zdrowia i bezpieczeństwa socjalnego | Tom Sackville                                                           | 1992–1995                     |
| Podsekretarze stanu w ministerstwie zdrowia i bezpieczeństwa socjalnego | Julia Cumberlege, baronowa Cumberlege                                   | 1992–1997                     |
| Podsekretarze stanu w ministerstwie zdrowia i bezpieczeństwa socjalnego | Tim Yeo                                                                 | 1992–1993                     |
| Podsekretarze stanu w ministerstwie zdrowia i bezpieczeństwa socjalnego | John Bowis                                                              | 1993–1996                     |
| Podsekretarze stanu w ministerstwie zdrowia i bezpieczeństwa socjalnego | John Horam                                                              | 1995–1997                     |
| Podsekretarze stanu w ministerstwie zdrowia i bezpieczeństwa socjalnego | Simon Burns                                                             | 1996–1997                     |
| Minister zabezpieczenia socjalnego                                      | Peter Lilley                                                            | 1992–1997                     |
| Minister stanu w ministerstwie zabezpieczenia socjalnego                | Nicholas Scott                                                          | 1992–1994                     |
| Minister stanu w ministerstwie zabezpieczenia socjalnego                | William Hague                                                           | 1994–1995                     |
| Minister stanu w ministerstwie zabezpieczenia socjalnego                | John MacKay, baron MacKay of Ardbrecknish                               | 1994–1997                     |
| Minister stanu w ministerstwie zabezpieczenia socjalnego                | Alistair Burt                                                           | 1995–1997                     |
| Podsekretarz stanu w ministerstwie zabezpieczenia socjalnego            | Ann Widdecombe                                                          | 1992–1993                     |
| Podsekretarz stanu w ministerstwie zabezpieczenia socjalnego            | Alistair Burt                                                           | 1992–1995                     |
| Podsekretarz stanu w ministerstwie zabezpieczenia socjalnego            | William Hague                                                           | 1993–1994                     |
| Podsekretarz stanu w ministerstwie zabezpieczenia socjalnego            | William Astor, 4. wicehrabia Astor                                      | 1993–1994                     |
| Podsekretarz stanu w ministerstwie zabezpieczenia socjalnego            | James Arbuthnot                                                         | 1994–1995                     |
| Podsekretarz stanu w ministerstwie zabezpieczenia socjalnego            | Roger Evans                                                             | 1994–1997                     |
| Podsekretarz stanu w ministerstwie zabezpieczenia socjalnego            | Andrew Mitchell                                                         | 1995–1997                     |
| Podsekretarz stanu w ministerstwie zabezpieczenia socjalnego            | Oliver Heald                                                            | 1995–1997                     |
| Kanclerz Księstwa Lancaster                                             | William Waldegrave                                                      | 1992–1994                     |
| Kanclerz Księstwa Lancaster                                             | David Hunt                                                              | 1994–1995                     |
| Kanclerz Księstwa Lancaster                                             | Roger Freeman                                                           | 1995–1997                     |
| Parlamentarny sekretarz ds. służby publicznej                           | Robert V. Jackson                                                       | 1992–1993                     |
| Parlamentarny sekretarz ds. służby publicznej                           | David Davis                                                             | 1994–1994                     |
| Parlamentarny sekretarz ds. służby publicznej                           | Robert Gurth Hughes                                                     | 1994–1995                     |
| Parlamentarny sekretarz ds. służby publicznej                           | John Horam                                                              | 1995                          |
| Parlamentarny sekretarz ds. służby publicznej                           | David Willetts                                                          | 1995–1996                     |
| Parlamentarny sekretarz ds. służby publicznej                           | vacant                                                                  | 1996                          |
| Parlamentarny sekretarz ds. służby publicznej                           | Michael Walton Bates                                                    | 1996–1997                     |
| Minister dziedzictwa narodowego                                         | David Mellor                                                            | 1992                          |
| Minister dziedzictwa narodowego                                         | Peter Brooke                                                            | 1992–1994                     |
| Minister dziedzictwa narodowego                                         | Stephen Dorrell                                                         | 1994–1995                     |
| Minister dziedzictwa narodowego                                         | Virginia Bottomley                                                      | 1995–1997                     |
| Minister stanu w ministerstwie dziedzictwa narodowego                   | Iain Sproat                                                             | 1995–1997                     |
| Podsekretarz stanu w ministerstwie dziedzictwa narodowego               | Robert Key                                                              | 1992–1993                     |
| Podsekretarz stanu w ministerstwie dziedzictwa narodowego               | Iain Sproat                                                             | 1993–1995                     |
| Podsekretarz stanu w ministerstwie dziedzictwa narodowego               | William Astor, 4. wicehrabia Astor                                      | 1994–1995                     |
| Podsekretarz stanu w ministerstwie dziedzictwa narodowego               | Richard Fletcher-Vane, 2. baron Inglewood                               | 1995–1997                     |
| Minister ds. Irlandii Północnej                                         | Patrick Mayhew                                                          | 1992–1997                     |
| Minister stanu w ministerstwie ds. Irlandii Północnej                   | Robert Atkins                                                           | 1992–1994                     |
| Minister stanu w ministerstwie ds. Irlandii Północnej                   | Michael Mates                                                           | 1992–1993                     |
| Minister stanu w ministerstwie ds. Irlandii Północnej                   | John Wheeler                                                            | 1993–1997                     |
| Minister stanu w ministerstwie ds. Irlandii Północnej                   | Michael Ancram                                                          | 1994–1997                     |
| Podsekretarz stanu w ministerstwie ds. Irlandii Północnej               | Jeremy Hanley                                                           | 1992–1993                     |
| Podsekretarz stanu w ministerstwie ds. Irlandii Północnej               | Arthur Gore, 9. hrabia Arran                                            | 1992–1994                     |
| Podsekretarz stanu w ministerstwie ds. Irlandii Północnej               | Michael Ancram                                                          | 1993–1994                     |
| Podsekretarz stanu w ministerstwie ds. Irlandii Północnej               | Jean Denton, baronowa Denton                                            | 1994–1997                     |
| Podsekretarz stanu w ministerstwie ds. Irlandii Północnej               | Tim Smith                                                               | 1994                          |
| Podsekretarz stanu w ministerstwie ds. Irlandii Północnej               | Malcolm Moss                                                            | 1994–1997                     |
| Paymaster-General                                                       | John Cope                                                               | 1992–1994                     |
| Paymaster-General                                                       | David Heathcoat-Amory                                                   | 1994–1996                     |
| Paymaster-General                                                       | David Willetts                                                          | 1996                          |
| Paymaster-General                                                       | Michael Walton Bates                                                    | 1996–1997                     |
| Minister bez teki                                                       | Jeremy Hanley                                                           | 1994–1995                     |
| Minister bez teki                                                       | Brian Mawhinney                                                         | 1995–1997                     |
| Minister ds. Szkocji                                                    | Ian Lang                                                                | 1992–1995                     |
| Minister ds. Szkocji                                                    | Michael Forsyth                                                         | 1995–1997                     |
| Minister stanu w ministerstwie ds. Szkocji                              | Peter Fraser, baron Fraser of Carmyllie                                 | 1992–1995                     |
| Minister stanu w ministerstwie ds. Szkocji                              | Lord James Douglas-Hamilton                                             | 1995–1997                     |
| Podsekretarz stanu w ministerstwie ds. Szkocji                          | Lord James Douglas-Hamilton                                             | 1992–1995                     |
| Podsekretarz stanu w ministerstwie ds. Szkocji                          | Allan Stewart                                                           | 1992–1995                     |
| Podsekretarz stanu w ministerstwie ds. Szkocji                          | Hector Monro                                                            | 1992–1995                     |
| Podsekretarz stanu w ministerstwie ds. Szkocji                          | George Kynoch                                                           | 1995–1997                     |
| Podsekretarz stanu w ministerstwie ds. Szkocji                          | James Lindesay-Bethune, 16. hrabia Lindsay                              | 1995–1997                     |
| Podsekretarz stanu w ministerstwie ds. Szkocji                          | Raymond Robertson                                                       | 1995–1997                     |
| Minister spraw konsumentów                                              | Robert Shirley, 13. hrabia Ferrers                                      | 1994–1995                     |
| Minister ds. handlu                                                     | Richard Needham                                                         | 1992–1995                     |
| Minister ds. handlu                                                     | Anthony Nelson                                                          | 1995–1997                     |
| Minister handlu i przemysłu                                             | Michael Heseltine                                                       | 1992–1995                     |
| Minister handlu i przemysłu                                             | Ian Lang                                                                | 1995–1997                     |
| Minister ds. przemysłu                                                  | Tim Sainsbury                                                           | 1992–1994                     |
| Minister stanu w ministerstwie handlu i przemysłu                       | Thomas Galbraith, 2. baron Strathclyde                                  | 1994                          |
| Minister stanu w ministerstwie handlu i przemysłu                       | Peter Fraser, baron Fraser of Carmyllie                                 | 1995–1997                     |
| Minister stanu ds. energii i przemysłu                                  | Timothy Eggar                                                           | 1994–1996                     |
| Minister stanu ds. energii i przemysłu                                  | Greg Knight                                                             | 1996–1997                     |
| Podsekretarz stanu w ministerstwie handlu i przemysłu                   | Edward Leigh                                                            | 1992–1993                     |
| Podsekretarz stanu w ministerstwie handlu i przemysłu                   | Neil Hamilton                                                           | 1992–1994                     |
| Podsekretarz stanu w ministerstwie handlu i przemysłu                   | Jean Denton, baronowa Denton                                            | 1992–1993                     |
| Podsekretarz stanu w ministerstwie handlu i przemysłu                   | Jonathan Evans                                                          | 1994–1995                     |
| Podsekretarz stanu w ministerstwie handlu i przemysłu                   | Patrick McLoughlin                                                      | 1993–1994                     |
| Podsekretarz stanu w ministerstwie handlu i przemysłu                   | Thomas Galbraith, 2. baron Strathclyde                                  | 1993–1994                     |
| Podsekretarz stanu w ministerstwie handlu i przemysłu                   | Charles Wardle                                                          | 1994–1995                     |
| Podsekretarz stanu w ministerstwie handlu i przemysłu                   | Ian Taylor                                                              | 1994–1997                     |
| Podsekretarz stanu w ministerstwie handlu i przemysłu                   | Richard Page                                                            | 1995–1997                     |
| Podsekretarz stanu w ministerstwie handlu i przemysłu                   | Phillip Oppenheim                                                       | 1995–1997                     |
| Podsekretarz stanu w ministerstwie handlu i przemysłu                   | John Mark Taylor                                                        | 1995–1997                     |
| Minister transportu                                                     | John MacGregor                                                          | 1992–1994                     |
| Minister transportu                                                     | Brian Mawhinney                                                         | 1994–1995                     |
| Minister transportu                                                     | George Young                                                            | 1995–1997                     |
| Minister ds. transportu publicznego                                     | Roger Freeman                                                           | 1992–1994                     |
| Minister ds. dróg i kolei                                               | Malcolm Sinclair, 20. hrabia Caithness                                  | 1992–1994                     |
| Minister ds. dróg i kolei                                               | John Watts                                                              | 1994–1997                     |
| Podsekretarz stanu w ministerstwie transportu                           | Kenneth Carlisle                                                        | 1992–1993                     |
| Podsekretarz stanu w ministerstwie transportu                           | Steven Norris                                                           | 1992–1996                     |
| Podsekretarz stanu w ministerstwie transportu                           | Robert Key                                                              | 1993–1994                     |
| Podsekretarz stanu w ministerstwie transportu                           | John MacKay, baron MacKay of Ardbrecknish                               | 1994                          |
| Podsekretarz stanu w ministerstwie transportu                           | Giles Goschen, 4. wicehrabia Goschen                                    | 1994–1997                     |
| Podsekretarz stanu w ministerstwie transportu                           | John Bowis                                                              | 1996–1997                     |
| Minister ds. Walii                                                      | David Hunt                                                              | 1992–1993                     |
| Minister ds. Walii                                                      | John Redwood                                                            | 1994–1995                     |
| Minister ds. Walii                                                      | William Hague                                                           | 1995–1997                     |
| Minister stanu w ministerstwie ds. Walii                                | Wyn Roberts                                                             | 1992–1994                     |
| Podsekretarz stanu w ministerstwie ds. Walii                            | Nicholas Bennett                                                        | 1992–1994                     |
| Podsekretarz stanu w ministerstwie ds. Walii                            | Gwilym Jones                                                            | 1992–1997                     |
| Podsekretarz stanu w ministerstwie ds. Walii                            | Rod Richards                                                            | 1994–1996                     |
| Podsekretarz stanu w ministerstwie ds. Walii                            | Jonathan Evans                                                          | 1996–1997                     |
| Prokurator generalny Anglii i Walii                                     | Nicholas Lyell                                                          | 1992–1997                     |
| Solicitor General Anglii i Walii                                        | Derek Spencer                                                           | 1992–1997                     |
| Lord adwokat                                                            | Alan Rodger, baron Rodger of Earlsferry                                 | 1992–1995                     |
| Lord adwokat                                                            | Donald Mackay, baron Mackay of Drumadoon                                | 1995–1997                     |
| Solicitor General Szkocji                                               | Thomas Dawson                                                           | 1992–1995                     |
| Solicitor General Szkocji                                               | Donald Mackay, baron Mackay of Drumadoon                                | 1995                          |
| Solicitor General Szkocji                                               | Paul Cullen                                                             | 1995–1997                     |
| Skarbnik Dworu Królewskiego                                             | David Heathcoat-Amory                                                   | 1992–1993                     |
| Skarbnik Dworu Królewskiego                                             | Greg Knight                                                             | 1994–1996                     |
| Skarbnik Dworu Królewskiego                                             | Andrew MacKay                                                           | 1996–1997                     |
| Kontroler Dworu Królewskiego                                            | David Lightbown                                                         | 1992–1995                     |
| Kontroler Dworu Królewskiego                                            | Timothy Wood                                                            | 1995–1997                     |
| Wiceszambelan Dworu Królewskiego                                        | Sydney Chapman                                                          | 1992–1995                     |
| Wiceszambelan Dworu Królewskiego                                        | Timothy Kirkhope                                                        | 1995                          |
| Wiceszambelan Dworu Królewskiego                                        | Andrew MacKay                                                           | 1995–1996                     |
| Wiceszambelan Dworu Królewskiego                                        | Derek Conway                                                            | 1996–1997                     |
| Kapitan Gentlemen-at-Arms                                               | Alexander Fermor-Hesketh, 3. baron Hesketh                              | 1992–1993                     |
| Kapitan Gentlemen-at-Arms                                               | Nicholas Lowther, 2. wicehrabia Ullswater                               | 1994–1994                     |
| Kapitan Gentlemen-at-Arms                                               | Thomas Galbraith, 2. baron Strathclyde                                  | 1994–1997                     |
| Kapitan Ochotników Gwardii                                              | Michael Bowes-Lyon, 18. hrabia Strathmore i Kinghorne                   | 1992–1994                     |
| Kapitan Ochotników Gwardii                                              | Arthur Gore, 9. hrabia Arran                                            | 1994–1995                     |
| Kapitan Ochotników Gwardii                                              | Richard Fletcher-Vane, 2. baron Inglewood                               | 1995                          |
| Kapitan Ochotników Gwardii                                              | Nicholas Cavendish, 6. baron Chesham                                    | 1995–1997                     |
| Lord-in-waiting                                                         | Richard Long, 4. wicehrabia Long                                        | 1992–1997                     |
| Lord-in-waiting                                                         | Hugh Cavendish, baron Cavendish of Furness                              | 1992–1993                     |
| Lord-in-waiting                                                         | William Astor, 4. wicehrabia Astor                                      | 1992–1993                     |
| Lord-in-waiting                                                         | Colwyn Philipps, 3. wicehrabia St Davids                                | 1992–1994                     |
| Lord-in-waiting                                                         | Giles Goschen, 4. wicehrabia Goschen                                    | 1992–1994                     |
| Lord-in-waiting                                                         | Jean Barker, baronowa Trumpington                                       | 1992–1997                     |
| Lord-in-waiting                                                         | John MacKay, baron MacKay of Ardbrecknish                               | 1993–1994                     |
| Lord-in-waiting                                                         | Luke White, 6. baron Annaly                                             | 1994                          |
| Lord-in-waiting                                                         | Ralph Palmer, 12. baron Lucas                                           | 1994–1997                     |
| Lord-in-waiting                                                         | Doreen Miller, baronowa Miller of Hendon                                | 1994–1997                     |
| Lord-in-waiting                                                         | Richard Fletcher-Vane, 2. baron Inglewood                               | 1994–1995                     |
| Lord-in-waiting                                                         | James Lindesay-Bethune, 16. hrabia Lindsay                              | 1995                          |
| Lord-in-waiting                                                         | James Stopford, 9. hrabia Courtown                                      | 1995–1997                     |